# Albert Kingsbury
Albert Kingsbury (Morris, Illinois, 23 de dezembro de 1863 – 28 de julho de 1943) foi um engenheiro, inventor e empresário estadunidense. Obteve mais de 50 patentes entre os anos de 1902 e 1930. Kingsbury é mais conhecido por seu mancal de rolamentos hidrodinâmico que usa um filme fino de óleo para suportar pesos de até 220 toneladas. Este tipo de mancal estendeu a vida de serviço de muitos tipos de máquinas durante o início do século XX. Foi usado inicialmente em navios da Marinha dos Estados Unidos na Primeira Guerra Mundial e Segunda Guerra Mundial.

## Vida
Albert Kingsbury graduou-se na Cuyahoga Falls High School, Ohio, em 1880. Além de seu interesse em tribologia e mancais, Kingsbury apreciava o mundo das artes, história e literatura. Devotou bastante tempo ao estudo de línguas estrangeiras. Kingsbury morreu em 1943 e foi sepultado no Quaker Cemetery, Spring Mills, Pensilvânia.

## Educação formal
Em 1884 Kingsbury frequentou a Universidade de Akron para estudar cursos de latim científico. Desistiu então e trabalhou como aprendiz de máquinas em Cuyahoga Falls. Kingsbury creditou isso como uma experiência importante que o levou a avançar em sua carreira em engenharia. Kingsbury retomou sua educação formal na Universidade Estadual de Ohio, mas voltou a trabalhar como mecânico na Warner & Swasey Company em Cleveland.
Kingsbury recebeu o diploma em engenharia mecânica na Universidade Cornell em 1887. Foi em Cornell que ele conheceu o professor Robert Henry Thurston. O professor Thurston foi instrumental em moldar o interesse de Kingsbury em rolamentos e tribologia. Trabalhando sob o comando do Professor Thurston, Kingsbury realizou testes em materiais de rolamentos para a Pennsylvania Railroad.  Sua habilidade, aprimorada por sua experiência em oficinas mecânicas, permitiu que Kingsbury encaixasse meias buchas no journal (parte do eixo em contato como mancal) por raspagem. Seu encaixe manual produziu as pequenas tolerâncias que promoviam a lubrificação do filme. Estes rolamentos, quando em funcionamento, não mostraram sinais mensuráveis de desgaste, e Kingsbury esta pronto para a criação dos rolamentos axiais que agora levam seu nome.

### Patente do rolamento de pressão de Kingsbury
Kingsbury tentou obter uma patente nos Estados Unidos em 1907. Seu pedido inicial foi rejeitado porque uma patente britânica foi concedida em 1905 a Anthony Michell, que tinha um conceito similar. Kingsbury foi hábil em provar que seu teste de 1898 na Universidade de Nova Hampshire antecedeu o trabalho de Michell, de modo que em 1910 Kingsbury recebeu a patente US No. 947242 pelo mancal axial da apoio basculante.

## Legado e prêmios
Kingsbury recebeu diversos reconhecimentos por suas contribuições para a ciência e engenharia.Recebeu a Medalha ASME de 1931, a Medalha Elliott Cresson de 1933. Albert Kingsbury foi introduzido no National Inventors Hall of Fame.